# Chongqing Tall Tower
O Chongqing Tall Tower é um arranha-céus com 101 andares e altura de 431 m em construção em Xunquim, China. Sua conclusão está prevista para 2022.